# Lichtenberg (Alta Áustria)
Lichtenberg é um município da Áustria localizado no distrito de Urfahr-Umgebung, no estado de Alta Áustria.